# دانشمند مستقل
دانشمند مستقل (انگلیسی: independent scientist) که در گذشته دانشمند جنتلمن (انگلیسی: gentleman scientist) نامیده می‌شد، دانشمندی است که پژوهش علمی را بدون وابستگی مستقیم به یک مؤسسه عمومی مانند دانشگاه یا سازمان تحقیق و توسعه دولتی دنبال می‌کند. اصطلاح «دانشمند جنتلمن» در اروپای پس از رنسانس بوجود آمد اما در قرن بیستم با افزایش بودجه دولتی و خصوصی رواجش کمتر شد. 